# Магнус Добри
Магнус Олафсон, такође познат и као Магнус I Норвешки и Магнус Добри (норвешки: Magnus Olavsson; око 1024 - 25. октобар 1047) је био краљ Норвешке од 1035. године до своје смрти и краљ Данске од 1042. године до своје смрти.

## Детињство и младост
Магнус је био ванбрачни син Олафа II Норвешког и његове енглеске конкубине Алфилде. Рођен је са компликацијама. Био је слаб и неспособан да дише првих неколико минута. Није се очекивало да ће преживети. Олаф није био присутан на рођењу детета. Кум му је на рођењу дао име Магнус по великом каролиншком владару Карлу Великом (Karla Magnus). Упркос свим предвиђањима, Магнус је наставио да расте и јача.
Године 1028. Олаф је збачен са престола од стране данско-енглеског краља Кнута Великог. Са породицом је избегао у иностранство. Са Олафом је био и његов млади син Магнус. Избегли су на југ данашње Шведске где их је примио поглавица Сигтриг. Неколико месеци касније, шведски краљ Анунд Јакоб дао је Олафу брод којим је допловио преко Балтичког мора у Фински залив. Потом је доспео у Кијевску Русију. У Новгороду је Олаф тражио помоћ од великог кнеза Јарослава Мудрог. Јарослав је одбио да му помогне не желећи да се меша у скандинавске сукобе.

## Долазак на власт
Након неког времена, почетком 1030. године, Олаф је сазнао да је Хакон Ериксон дански вазал у Норвешкој. Окупио је људе и организовао напад на Норвешку. Магнус је остао у Русији.. Почетком 1031. године од Харалда Сигурдсона, Магнусовог стрица и каснијег краља, стигла је вест да је Олаф поражен и да је погинуо у бици код Стиклстада. У наредних неколико година Магнус је стицао образовање на руском двору. Био је обучаван и за ратника Након Кнутове смрти (1035), норвешки племићи нису прихватили његовог сина, Свена Кнутсона
Ејнар Тамбарскелфир и Калф Арнесон, норвешки племићи, дошли су у Кијевку Русију како би Магнуса довели у Норвешку и поставили га на престо. Добивши дозволу од кијевског кнеза, они су почетком 1035. године вратили Магнуса у Норвешку и прогласили га норвешким краљем.

## Владавина
Магнус је проглашен за краља 1035. године. Имао је свега 11 година. Свен и његова мајка напустили су Норвешку. Свен се обратио за помоћ полубрату Хартакнуту, краљу Данске, али он није желео да ратује са Магнусом. Свен је убрзо умро. Магнус је одустао од освете за убиство свог оца. Хартакнут и Магнус успоставили су границу на реци Гота. Мировним споразумом одредили су један другог за наследника. Ако један од њих умре, други ће наследити престо обе земље. Хартакнут је умро 1042. године у Енглеској. Магнус је постао и краљ Данске, упркос Кнутовом сестрићу Свену Естридсону који је сматрао да полаже право на круну
Једна од првих мера Магнуса Доброг било је уништење Јомсборга, седишта Јомсвикинга. Свен је побегао на исток одакле се вратио на челу вендске војске 1043. године. Магнус га је поразио у бици у близини Хедебија. Непријатељство је настављено све до склапања споразума између Свена и Магнуса. Свен је постао дански гроф и Магнусов вазал
Магнус је, попут Кнута, желео ујединити Царство Северног мора, тј. да преузме и енглеску круну. Након Хартакнутове смрти, енглески племићи за краља су одабрали сина Етелреда Неспремног, Едварда Исповедника. Магнус му је писао да намерава да нападне Енглеску. Едвардова мајка, Ема, подржавала је Магнуса. У међувремену се Магнусов стриц Харалд Сигурдсон вратио у Норвешку и испољио своје претензије на норвешку круну. Свен је и даље претио у Данској. Магнус је одлучио да стрица именује за савладара (1046)

## Смрт
Свен је повећао притисак на Магнусове територије у Сканији.. Магнус је у борбама био успешнији. Међутим, 25. октобра 1047. године Магнус је изненада умро у Данској, на Селанду или Јиланду. Разлози његове смрти контрадикторни су у историјским изворима. Према неким изворима, Магнус је умро од болести, а према другим је умро у несрећи, након пада са брода којим је требало да нападне Енглеску Свен га је наследио у Данској, а Харалд у Норвешкој. Сахрањен је поред оца у Нидарос катедрали у данашњем Трондхајму

## Породично стабло
|  |                         |  |  |  |  |  |  |  |  |  |  |  |  |  |  |  |
|  | 16. Bjørn Farmann       |  |  |  |  |  |  |  |  |  |  |  |  |  |  |  |
|  |                         |  |  |  |  |  |  |  |  |  |  |  |  |  |  |  |
|  |                         |  |  |  |  |  |  |  |  |  |  |  |  |  |  |  |
|  | 8. Gudrød Bjørnsson     |  |  |  |  |  |  |  |  |  |  |  |  |  |  |  |
|  |                         |  |  |  |  |  |  |  |  |  |  |  |  |  |  |  |
|  |                         |  |  |  |  |  |  |  |  |  |  |  |  |  |  |  |
|  | 4. Harald Grenske       |  |  |  |  |  |  |  |  |  |  |  |  |  |  |  |
|  |                         |  |  |  |  |  |  |  |  |  |  |  |  |  |  |  |
|  |                         |  |  |  |  |  |  |  |  |  |  |  |  |  |  |  |
|  | 2. Улав II Свети        |  |  |  |  |  |  |  |  |  |  |  |  |  |  |  |
|  |                         |  |  |  |  |  |  |  |  |  |  |  |  |  |  |  |
|  |                         |  |  |  |  |  |  |  |  |  |  |  |  |  |  |  |
|  | 10. Gudbrand Kula       |  |  |  |  |  |  |  |  |  |  |  |  |  |  |  |
|  |                         |  |  |  |  |  |  |  |  |  |  |  |  |  |  |  |
|  |                         |  |  |  |  |  |  |  |  |  |  |  |  |  |  |  |
|  | 5. Åsta Gudbrandsdatter |  |  |  |  |  |  |  |  |  |  |  |  |  |  |  |
|  |                         |  |  |  |  |  |  |  |  |  |  |  |  |  |  |  |
|  |                         |  |  |  |  |  |  |  |  |  |  |  |  |  |  |  |
|  | 1. Магнус Добри         |  |  |  |  |  |  |  |  |  |  |  |  |  |  |  |
|  |                         |  |  |  |  |  |  |  |  |  |  |  |  |  |  |  |
|  |                         |  |  |  |  |  |  |  |  |  |  |  |  |  |  |  |